# Zoltán Varga (przedsiębiorca)
Zoltán Varga – węgierski przedsiębiorca i inwestor, działający m.in. w branży wydawniczej i medialnej. Jest założycielem i właścicielem Central Group – niezależnego od rządu holdingu medialnego promującego wolność słowa i wartości demokratyczne. W Polsce jest udziałowcem wydawcy dzienników „Rzeczpospolita” i „Parkiet”.

## Kariera
Studiował na Wydziale Biznesu i Ekonomii Uniwersytetu w Peczu. W tym czasie pracował m.in. w Dresdner Bank i na Giełdzie Papierów Wartościowych we Frankfurcie. Po ukończeniu studiów pracował na Giełdzie Papierów Wartościowych w Budapeszcie oraz w londyńskim i nowojorskim biurze Credit Suisse First Boston.
W 2004 założył firmę Central Group (Central Csoport), która początkowo zajmowała się faktoringiem, doradztwem finansowym i zarządzaniem nieruchomościami. W 2007 rozszerzyła działalność o zarządzanie funduszami venture capital i inwestycje private equity.
W 2014 kierowana przez niego Central Group przejęła Central Médiacsoport Zrt. – jeden z największych niezależnych od węgierskiego rządu holdingów medialnych. Grupa jest właścicielem 19 internetowych portali (m.in. serwis informacyjny 24.hu) oraz 25 tytułów drukowanych (m.in. popularny magazyn dla kobiet Nők Lapja oraz węgierskie wydania Marie Claire i National Geographic). Jest też głównym inwestorem portalu Refresher skierowanego do pokolenia Z na Węgrzech, w Czechach i Słowacji. 

## Działalność w Polsce
W 2018 przejął Wydawnictwa Szkolne i Pedagogiczne, dzięki czemu wydawnictwo rozwinęło szereg rozwiązań cyfrowych. Po pięciu latach sprzedał WSiP holenderskiemu inwestorowi. Od 2023 jest udziałowcem Gremi Media – wydawcy „Rzeczpospolitej” i „Parkietu”.

## Konflikt z węgierskim rządem
Varga od wielu lat pozostaje w konflikcie z węgierskim rządem. Premier Viktor Orbán wielokrotnie atakował należące do niego tytuły medialne, miał też zastraszać Vargę i wywierać na niego presję w celu przejęcia jego aktywów.
W 2021 ujawniono, że numer telefonu Vargi był na liście potencjalnych celów inwigilacji przy pomocy oprogramowania szpiegującego Pegasus. Varga zeznawał w tej sprawie przed komisją śledczą Parlamentu Europejskiego.
W 2023 węgierskie organy skarbowe rozpoczęły dochodzenie ws. rzekomych nieprawidłowości w jego rozliczeniach podatkowych. Zdaniem Vargi działania te były motywowane politycznie i stanowiły element eskalacji rządowego ataku na niezależne media.

## Nagrody i wyróżnienia
Wspiera finansowo wiele fundacji i organizacji pozarządowych. Jest laureatem licznych wyróżnień, m.in. prestiżowej słowackiej nagrody GLOBSEC European Business Award, przyznawanej za promowanie jedności w Europie.